# ジャッレ
ジャッレ（イタリア語: Giarre）は、イタリア共和国シチリア州カターニア県にある、人口約2万7000人の基礎自治体（コムーネ）。未完成の大規模建築プロジェクトが多い。「シチリア未完成建築考古学公園」のあだ名もある。1950年代半ばから2000年代にかけて作られた未完成建造物が、25件ある。陸上競技場、ポロスタジアム、地域住民用プールなど。

## 地理

### 位置・広がり
カターニア県のコムーネ。県都カターニアから北北東へ26kmの距離にある。

#### 隣接コムーネ
隣接するコムーネは以下の通り。
- アチレアーレ
- マスカリ
- ミーロ
- リポスト
- サンタルフィオ
- サンタ・ヴェネリーナ
- ザッフェラーナ・エトネーア

## 行政

### 分離集落
以下の分離集落（フラツィオーネ）がある。
- Altarello, Carruba, Macchia, Miscarello, San Giovanni Montebello, San Leonardello, Santa Maria la Strada, Sciara, Trepunti